# Пирканска земља
Пирканска земља (фин. Pirkanmaa, швед. Birkaland) је округ у Финској, у југозападном делу државе. Седиште округа је град Тампере, други по величини и значају у држави.

## Положај округа
Округ Пирканска земља се налази у југозападном делу Финске. Њега окружују:
- са севера: Округ Јужна Остроботнија
- са истока: Округ Средишња Финска,
- са југоистока: Округ Пејенска Тавастија,
- са југа: Округ Ужа Тавастија,
- са југозапада: Округ Ужа Финска,
- са запада: Округ Сатакунта.

## Природне одлике
Рељеф: Округ већим делом припада историјској области Сатакунти, а мањим делом Тавастији. У округу Пирканска земља преовлађују равничарска и бреговита подручја, надморске висине 50-170 м.
Клима у округу Пирканска земља влада оштра Континентална клима.
Воде: Пирканска земља је унутаркопнени округ Финске. Међутим, у оквиру округа постоји низ ледничких језера, од којих су највећа Несијерви у средини и Ванајавеси на северу округа. Реке су махом кратке и теку између језера. Од њих је најважнија Кокемеки, која тече ка западу.

## Становништво
По подацима 2011. године у округу Пирканска земља живело је близу 500 хиљада становника. Од 2000. године број становника у округу порастао за преко 10%.
Густина насељености у округу је 40 становника/км², што је 2,5 пута више од државног просека (16 ст./км²). Део око Тампереа је много боље насељен него остатак округа.
Етнички састав: Финци су до скора били једино становништво округа, али се последњих деценија овде населио и значајан број усељеника.

## Општине и градови
Округ Пирканска земља има 22 општине, од којих 11 носи звање града (означене задебљаним словима). То су:
| - Ака - Валкеакоски - Весилахти - Вират - Икалинен - Илејарви - Јупајоки - Кангасала | - Кихније - Лемпеле - Менте-Вилпула - Нокија - Оривеси - Паркано - Пелкене | - Пиркала - Пункалајдун - Руовеси - Састамала - Тампере - Урјала - Хеменкире |

Градска подручја са више од 10 хиљада становника су:
- Тампере - 292.000 становника,
- Валкеакоски - 17.000 становника,
- Вамала - 10.000 становника.